# Азия (римская провинция)
Ази́я, Аси́я (греч. Ασία, лат. Asia) — римская провинция на западе Малой Азии. Была образована на территории бывшего Пергамского царства в 133 году до н. э. (Пергам перешёл под власть Римской республики по завещанию царя Аттала III), в I в. до н. э. — I в. н. э. территория её была расширена. Провинциальное устройство получила в 126 до н. э. С 27 до н. э. — сенатская провинция, управляемая проконсулом. Со времени Диоклетиана (с 297 г. н. э.) была разделена на 7 отдельных провинций.
Антиох III Великий пытался подчинить Малую Азию, но был в 190 до н. э. разбит римлянами в битве при Магнезии. После заключения Апамейского мира в 188 году до н. э. вся спорная территория отошла под контроль союзного Риму царя Пергама.
В 133 до н. э. скончался не имевший наследников царь Пергама Аттал III, завещав своё царство Риму. После некоторых колебаний была создана провинция Проконсульская Азия (лат. Asia Proconsularis), объединившая территории Мизии, Лидии, Карии и Фригии. Великие города Азии Эфес и Пергам оказались среди крупнейших полисов республики.
После 326, когда император Константин I перенёс столицу в Византий, провинция Азия с окраины империи «переместилась» в её центр. Таким образом, Азия была центром эллинистической культуры на востоке в течение последующих столетий вплоть до падения Византийской империи в XV в.